# アルバニアの憲法
アルバニアの憲法（アルバニアのけんぽう、アルバニア語: Kushtetuta e Shqipërisë）について、現行のアルバニアの憲法は、1998年11月28日に大統領令によって認定されたもの。

## 体制
この憲法は、アルバニアを一院制の議会共和制と定義している。国権を行使する機関として、140人の議員により構成される議会と、大統領、内閣がある。

## 権利
この憲法は、議会制民主主義、国民の主権、基本的人権などの権利を保証している。